# Jacques-Aubin Gaudin de La Bérillais
Jacques Aubin Gaudin de La Bérillais, né à Nantes le 14 avril 1733, guillotiné à Nantes le 18 avril 1793, appelé aussi La Bérillais, Laberillais ou Gaudin-Bérillais, est un officier de l'Ancien Régime, élu chef royaliste et médiateur pendant la guerre de Vendée.
La Bérillais, officier d'infanterie, combat en Europe lors de la Guerre de Sept Ans, puis prend part à la guerre d'indépendance des États-Unis. Il devient major, puis lieutenant-colonel.
Au début de la Révolution française, il se retire sur ses terres près de Nantes. Il invite des prêtres réfractaires à célébrer dans sa chapelle des messes clandestines. Il est secrètement l'un des deux chefs nantais d'une vaste conjuration royaliste, l'Association bretonne créée par La Rouërie. 
Quand la guerre de Vendée éclate en mars 1793, il désapprouve ce soulèvement paysan. C'est contre son gré qu'il est élu chef par vingt et une paroisses de la région. 
La Bérillais accepte alors le commandement, mais refuse d'attaquer Nantes à la tête de ses troupes royalistes et impose sa volonté de rechercher la paix par la négociation, en tant que conciliateur. Il rédige un manifeste présentant les principales revendications populaires, le transmet aux autorités, entreprend sur cette base des démarches de négociation et fait temporiser ses troupes, mais il est arrêté par les républicains. 
Malgré les témoignages attestant son désir de paix et les négociations en cours, il est condamné à mort le 18 avril 1793 comme général des insurgés et guillotiné le même jour.

## Biographie

### Origines

Armes des Gaudin de La Bérillais

Jacques-Aubin Gaudin de La Bérillais (ou La Bérillaye) est né en 1733 d'une famille bretonne de noblesse peu ancienne, du XVIe siècle, déboutée en 1668 de la reconnaissance de noblesse d'extraction. Les armes de famille portent de gueules au croissant d'argent accompagné de 3 roses du même.
Son père, Jacques Gaudin de la Bérillais, fils de Jacques Gaudin, sieur de Prévault, et de Julienne Gaillard, est noble mais déroge à sa condition en étant marchand et fermier de biens abbatiaux, après avoir été garde du corps du Régent. La mère de Jacques-Aubin, Anne-Marie Luzeau, fille d'Antoine Luzeau, sieur de La Touchelais, et d'Anne-Marie Butet, est veuve de Michel Le Houx de Saint-Thomas, conseiller du Roi et contrôleur des guerres au Gardes suisses, lorsqu'elle épouse Jacques Gaudin de La Bérillais en 1732. Ils possèdent une maison à Nantes, une maison noble ou manoir à L'Angle près de Saint-Étienne-de-Montluc, et plusieurs terres et métairies parmi lesquelles celle de la Bérillais dont ils portent le nom,,. 

#### Jeunesse
Le jeune Jacques-Aubin a onze ans à la mort de son père en 1744. Aîné de quatre enfants, il a deux frères et une sœur : Michel, dix ans ; Guyonne-Marie, huit ans, et Louis-Antoine, six ans ; un autre frère, Michel-Anne, et une sœur, Anne, sont morts en bas âge. Leur mère est désignée tutrice, avec l'accord du parrain de Jacques Aubin, François-Pierre de Saint-Aubin.

#### La Bérillais

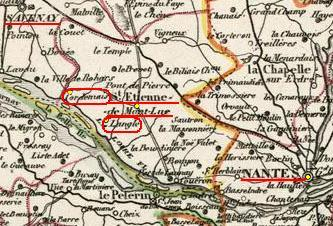
Emplacement de Cordemais et de Langle où sont les principales possessions de La Bérillais

Chacun des trois fils Gaudin prend le nom d'une des terres de la famille ; en tant qu'aîné, Jacques prend le nom de La Bérillais comme son père et l'ajoute à son patronyme ; le domaine de la Bérillais dont il hérite et dont il porte désormais le nom est situé à Cordemais près de Saint-Étienne-de-Montluc, c'est un héritage provenant des parents de sa grand-mère paternelle. Le nom de La Bérillais est encore conservé en toponymie locale. 
Jacques Gaudin de La Bérillais hérite aussi du manoir familial de L'Angle (ou de Langle).

### Carrière militaire

#### Jeune officier
La carrière des armes est toute indiquée pour un jeune noble, qui est généralement nommé officier sur simple recommandation. Jean-Baptiste de Chevigné, un parent de la famille, est capitaine général du bataillon de la milice garde-côtes de Saint-Nazaire. Jacques de La Bérillais a 17 ans en 1750 lorsqu'il entre dans ce bataillon comme enseigne, le premier grade d'officier, au sein d'une compagnie détachée à Escoublac. À l'époque, les garde-côtes ont pour mission principale la surveillance et la défense des côtes contre une éventuelle invasion étrangère, notamment anglaise. La Bérillais devient lieutenant en 1755 ; il est chargé de commander la compagnie en 1756, en remplacement du capitaine. 
Le duc d'Aiguillon, commandant en chef en Bretagne, réorganise les garde-côtes en 1756. La Bérillais est proposé comme capitaine, la commission en est signée par le roi le 21 septembre 1757 et enregistrée par l'amirauté de Nantes en 1758. Il est aussi, depuis 1755, officier surnuméraire dans l'artillerie pour assurer le service des batteries d'artillerie du littoral.

#### Guerre de Sept Ans
La France alliée à l'Autriche était entrée en guerre en 1756 contre l'Angleterre alliée à la Prusse, sur fond de rivalité coloniale. Ce conflit sera appelé la guerre de Sept Ans. En 1757, l'armée française occupe le Hanovre.
La Bérillais quitte la milice de garde-côtes pour l'armée régulière, et devient lieutenant en juin 1758 dans le prestigieux régiment de la Marine, alors en garnison à Clèves. Lorsqu'il rejoint le régiment, les adversaires hanovriens et prussiens lancent une contre-offensive dirigée par Ferdinand de Brunswick-Lunebourg ; La Bérillais est volontaire en première ligne lorsqu'il est atteint par un coup de carabine qui casse son fusil et le blesse à la cuisse. 
Ferdinand de Brunswick attaque de nouveau le 23 juin 1758, à la bataille de Krefeld. Le régiment de la Marine est fortement exposé et résiste trois quarts d'heure avant de devoir se retirer sous le nombre des assaillants. La Bérillais est blessé au ventre. L'armée française est vaincue ; le comte de Clermont qui commande les Français disposait pourtant de forces supérieures, qu'il a insuffisamment engagées. Il est remplacé par le maréchal de Contades.

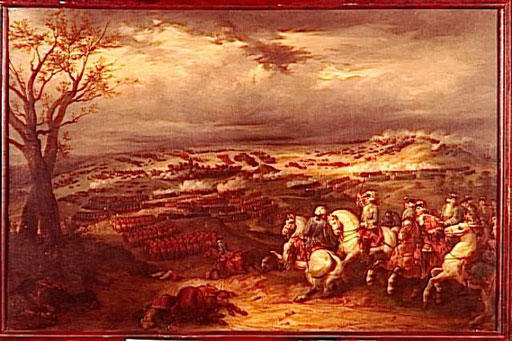
La bataille de Lutzelberg

Le lieutenant de La Bérillais participe à la bataille de Lutzelberg ou Lutterberg en Hesse, le 10 octobre 1758, qui se termine cette fois par un succès français. Après un hiver inactif à Clèves, le régiment de la Marine revient en France en mai 1759, puis est envoyé au Havre pour un projet de descente en Angleterre. Le régiment campe sur la côte le 4 juillet 1759 pour parer à une attaque anglaise, puis revient au Havre où il subit les bombardements anglais du 4 au 8 juillet, souvenir mémorable pour La Bérillais. Le régiment passe ensuite l'hiver dans le Cotentin, va ensuite à Dunkerque puis à Brest en novembre 1761. Un détachement s'embarque pour Terre-Neuve, sans La Bérillais. Le traité de Paris de 1763 met fin à la guerre de Sept Ans.

#### Entre deux conflits
La Bérillais passe ses congés dans la maison de l'Angle dont il a hérité, gère ses propriétés, veille à la mise en valeur de ses terres et étend son domaine, profitant des opportunités qui se présentent ; il obtient aussi divers afféagements. Il doit par ailleurs s'occuper d'affaires de famille, sa sœur Guyonne-Marie s'estimant lésée par le partage des biens paternels ; un accord est trouvé entre les frères et sœurs en 1764.  
Au cours de manœuvres à Compiègne en juillet 1764, le régiment de la Marine fait bonne impression sur Louis XV qui en récompense les officiers ; le régiment est ensuite en garnison à Sarrelouis puis se porte à Landau en octobre 1765. En 1766, La Bérillais y est qualifié de capitaine lieutenant. Son régiment quitte Landau pour Toulon en octobre 1767, dans l'objectif de la question de la Corse.
La Bérillais devient capitaine en septembre 1769. En 1776 il intègre le régiment d'Auxerrois qui vient d'être formé à partir des 2e et 4e bataillons du régiment de la Marine.

#### Guerre d'indépendance américaine

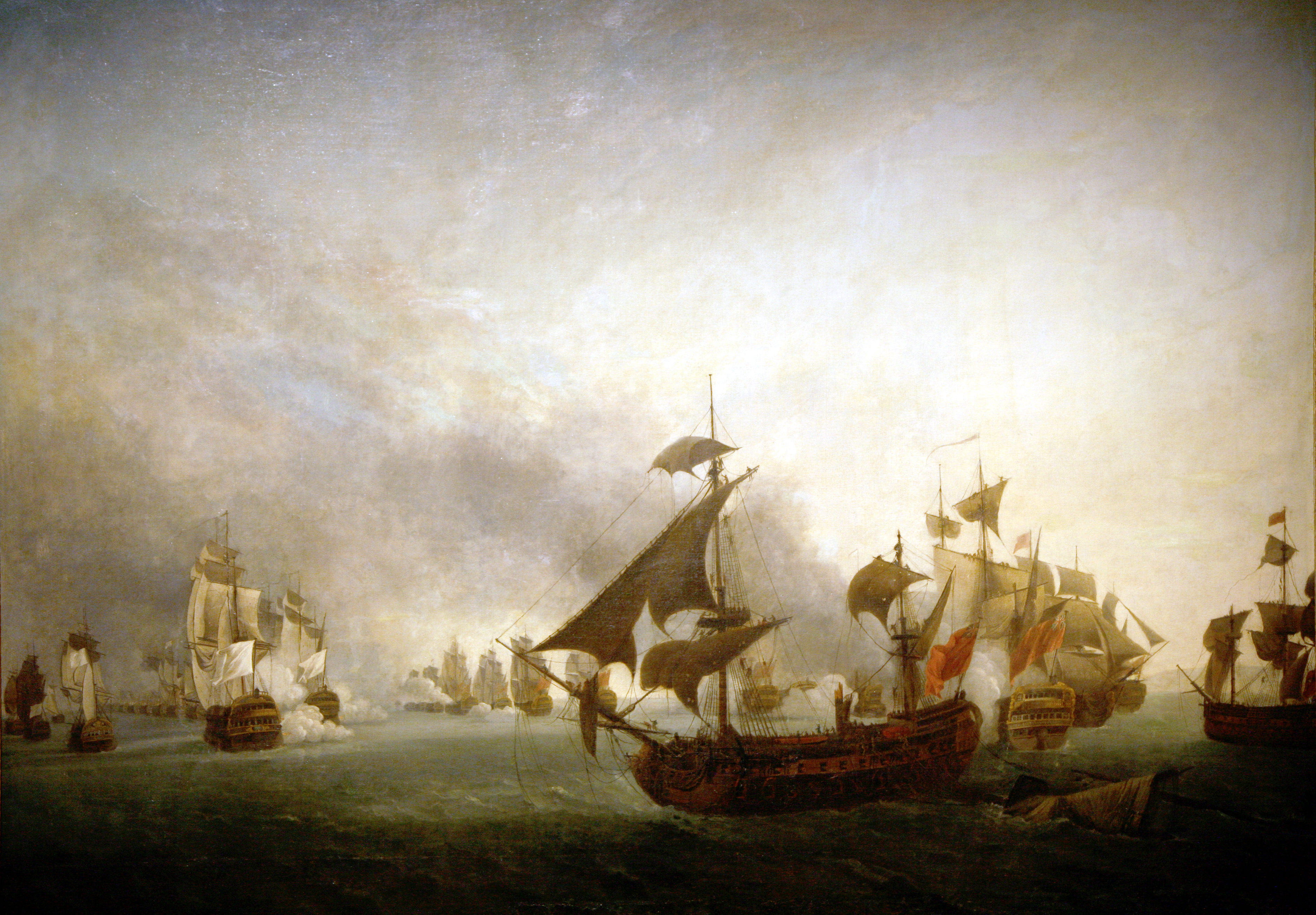
La Bérillais prend part à la bataille de la Grenade, 6 juillet 1779

À partir de 1779, Jacques de La Bérillais est du nombre des officiers français qui combattent pour la guerre d'Indépendance des États-Unis. Il est officier des troupes embarquées envoyées pour aider les Américains contre les Anglais,. 
D'abord dans l'escadre de l'amiral d'Estaing, il participe à la victoire de la Grenade le 6 juillet 1779, puis au siège de Savannah. Passé ensuite dans l'escadre de l'amiral de Guichen, il prend part en avril-mai 1780 à la bataille de la Dominique et aux batailles de Sainte-Lucie, de Tobago et de Saint-Christophe,,. 
Il est nommé le 3 octobre 1782 major du régiment de Viennois, et reçoit la croix de chevalier de Saint-Louis avant 1784. Le 20 avril 1788, il passe au régiment de Royal-Auvergne,,. Il est ensuite lieutenant-colonel,.

#### Retraite
La Bérillais prend sa retraite en avril 1791. Il n'émigre pas, et se retire dans sa maison de L'Angle près de Saint-Étienne-de-Montluc, en Loire-Inférieure. Cela fait deux ans que la Révolution a commencé.

### La Révolution

#### Contexte
La Révolution française débute en 1789 dans les grandes villes ; elle trouve un soutien mitigé dans les campagnes qui se méfient de la ville. La suppression des privilèges, des particularismes locaux et des protectionnismes régionaux fragilisent les économies rurales, notamment dans l'ouest de la France. Les métayers, moins avantagés que les fermiers, sont majoritaires dans la région de Nantes et la Vendée ; ils ne peuvent pas retirer de bénéfice de l’abolition des droits féodaux, seuls les plus aisés pouvant racheter ces droits ou acquérir des biens nationaux. Les mécontentements augmentent avec les persécutions religieuses, l'exécution de Louis XVI, et surtout avec la levée en masse décrétée en février 1793, qui est le facteur déclencheur de l'insurrection dans la région.   

#### Opposant religieux
La Bérillais s'est tenu d'abord à l'écart des événements, dans sa maison de L'Angle près de Saint-Étienne-de-Montluc. Il sort de sa réserve en juillet 1791 pour des motifs religieux. Les prêtres de la paroisse, qui étaient d'abord favorables à la Révolution, ne veulent pas prêter le serment constitutionnel, ils deviennent « réfractaires » et doivent quitter le presbytère à l'été 1791. Un prêtre constitutionnel arrive le 17 juillet 1791, mal accepté par la population ; lorsqu'il est installé solennellement à Saint-Étienne le 21 août, l'assistance est très faible. La Bérillais a réuni autour de lui, le même jour, la plupart de la communauté paroissiale, qu'il invite ouvertement dans sa chapelle privée ; il manifeste ainsi son opposition, en faisant célébrer la messe dans sa chapelle par des prêtres insermentés,. Il envoie même au district un projet de Code des libertés religieuses et le publie, sans effet.
Informée des messes clandestines, la municipalité de Saint-Étienne envoie un avertissement à La Bérillais, qui répond qu'il est « maître chez lui ». La participation à la messe dans la chapelle augmente. Un procès-verbal de cette assemblée illégale est envoyé à Savenay, chef-lieu du district. Le maire et le procureur de Saint-Étienne, favorables au clergé réfractaire et à La Bérillais, démissionnent. Le 13 septembre, les autorités décident d'agir. La garde nationale locale étant peu sûre, c'est la troupe qui intervient, le dimanche 25 septembre, devant la chapelle ; La Bérillais et les paroissiens résistent, armés de bâtons, de pierres et d'armes à feu ; les militaires ont plusieurs blessés et battent en retraite. 

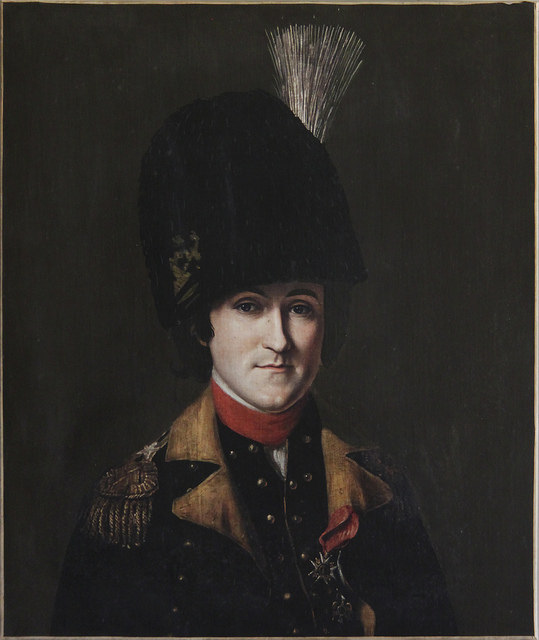
La Rouërie choisit La Bérillais parmi les commandants de sa conspiration.

Aux élections municipales partielles du 13 novembre 1791, aucun des patriotes de la commune n'est réélu, ce sont des modérés qui occupent toutes les places. Les élections sont alors annulées, mais les nouvelles élections, organisées fin décembre, donnent les mêmes résultats.

#### La conjuration de La Rouërie
Le marquis de La Rouërie, ancien officier, prépare en 1792 une conjuration sous le nom d'Association bretonne. Son projet comprend les régions de la Bretagne, de Normandie, du Poitou et de l'Anjou, en vue d'un soulèvement général pour marcher sur Paris. Il se choisit des correspondants régionaux, surtout des aristocrates anciens officiers, destinés à prendre le commandement dans chaque secteur. 
La Bérillais avait été son compagnon d'armes en Amérique, La Rouërie le choisit comme un de ses deux commandants dans la région de Nantes, avec Palierne, selon Buchez et selon Émile Gabory, ; selon Rumin, La Bérillais est le chef du Comité nantais de l'Association ; par contre Alfred Lallié semble douter de l'appartenance de La Bérillais à la conjuration.

#### Début de l'insurrection, La Bérillais reste à l'écart
En réaction au décret de levée en masse, fin février, l'insurrection éclate dans la région nantaise le 10 mars 1793. La Bérillais affirme se désintéresser des événements, mais il s'en tient informé et les commente. Il dit qu'il ne se lèverait pas de sa chaise même si le monde croulait, et qu'il n'aspire pour sa part qu'à la liberté et à la paix. Il avait adhéré à la conspiration secrète de La Rouërie qui avait été un de ses compagnons d'armes ; cette conspiration était essentiellement le fait d'officiers et de nobles, mais La Rouërie est mort fin janvier 1793. Habitué à la hiérarchie et à la discipline militaires, La Bérillais se méfie des paysans révoltés qui lui sont antipathiques, il les appelle même des « brigands »,.
Du 10 au 12 mars, l'insurrection s'amplifie. Quatre gendarmes et deux employés des douanes sont tués à Savenay. Les insurgés, rassemblés au son du tocsin, y sont 7 000 à 8 000 hommes. Ils agissent de façon désordonnée ; des actions sont concertées, mais il n'y a pas de réelle coordination entre les communes et les paroisses du nord de la Loire. Il leur faut un chef. 

#### Élu chef des insurgés, impose sa volonté de négociation
Les insurgés se mettent rapidement d'accord sur le nom de Gaudin de La Bérillais, qui est un officier supérieur, connu pour son passé militaire en Amérique, et qui a montré récemment sa détermination et son opposition religieuse dans l'affaire des messes clandestines dans sa chapelle de L'Angle.
Dès le 11 mars, les insurgés viennent chez lui pour le sommer de se mettre à leur tête ; La Bérillais refuse à plusieurs reprises, pendant trois jours, et renvoie les émissaires. Le 13 mars, il résiste encore, mais la demande est pressante, avec une délégation de 60 hommes venus le chercher ; il accepte alors d'aller dans la journée au bourg. Sous escorte, il se rend à Saint-Étienne-de-Montluc. Il y trouve des hommes surexcités, s'apprêtant à tuer trois personnes ; il sauve la vie de ces derniers et rétablit l'ordre dans le bourg, puis va à la mairie, où il fait part de sa volonté de travailler à une conciliation avec les autorités républicaines. Un procès-verbal acte cette décision de négociation, signé par La Bérillais, le maire et la municipalité. Il réussit à apaiser les esprits et à convaincre les habitants des deux paroisses de se disperser, en leur promettant de revenir le lendemain.
Le lendemain 14 mars, devant 3 000 hommes qui crient « Vive le roi ! », Gaudin-Bérillais répond « Vive la loi ! ». Il est de nouveau investi du commandement par acclamations. Il accepte, mais « pour mettre la paix », pas pour « commander à des brigands ».

#### Le manifeste de La Bérillais

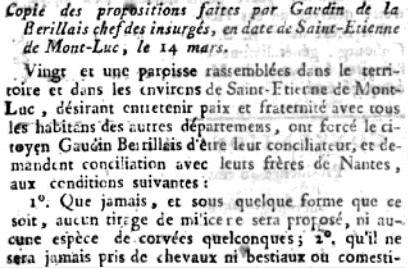
Début du manifeste, publié dans le Journal de la Convention nationale, 25 mars 1793.

En tant que conciliateur élu par les vingt et une paroisses de la région, il rédige ce même jour un manifeste destiné aux autorités départementales et nationales, où il écrit les principales doléances et revendications de la population, constituant les conditions auxquelles les insurgés accepteraient de déposer les armes. Il s'efforce en même temps de respecter les principes fondamentaux de la constitution. Dans cette rédaction, il est secondé par le juge de paix et par un prêtre,. 
Le manifeste rédigé, il se rend au Calvaire de Saint-Étienne-de-Montluc, et il harangue les 3 000 hommes rassemblés, leur annonce que des propositions de paix sont préparées et vont être envoyées aux autorités départementales. Il leur en lit le texte, tout en le commentant et en l'expliquant pour le faire accepter. Certains passages sont plutôt mal accueillis, beaucoup de ses auditeurs réclament l'abolition du nouveau régime,. 
La Bérillais prône l'arrêt ou la réduction de la conscription et des réquisitions, l'application d'un impôt sur une assiette établie par les élus locaux, le bannissement des prêtres constitutionnels, la liberté de culte, des élections sans atteinte à la liberté de vote, le respect des libertés fondamentales. Il demande une rapide négociation pour éviter la reprise des troubles. 
Ce n'est pas facilement que Gaudin-Bérillais impose aux insurgés son désir de paix. Il se heurte à une vive opposition ; certains l'auraient hué. Un des plus résolus va jusqu'à l'accuser publiquement de manquer aux devoirs que lui impose la croix de Saint-Louis. Mais les exhortations de La Bérillais convainquent la plupart des hommes, et seule une petite minorité choisit de combattre.
Il transmet sa proposition aux autorités départementales, qui la communiquent à la Convention. Le manifeste est lu à la séance de la Convention le 23 mars 1793 ; il est reproduit dans le Journal des débats et dans le Journal de la Convention nationale.

#### Enlisement des négociations
Gaudin-Bérillais organise la garde, va à Sautron où la plupart des troupes sont rassemblées, essaie d'empêcher les pillages, mais refuse d'aller au quartier-général de Drouet, et invite les habitants de la région à la patience en attendant le résultat de la tentative de conciliation. Il relance par courrier les autorités départementales, dont il n'obtient pas de réponse. Il s'entretient aussi avec le chef royaliste du secteur voisin, le commandant Drouet, en s'intitulant médiateur. Le directoire du département ne répond pas. Gaudin-Bérillais écrit alors au général Labourdonnaye ; le commandant Hotte répond en invitant Gaudin-Bérillais à aller en toute sécurité à Savenay.

#### Arrestation et condamnation

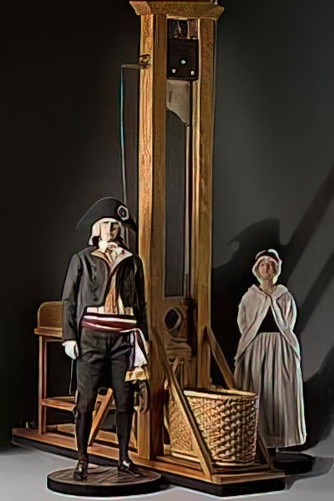
Maquette d'une guillotine révoutionnaire.

Selon Lallié, mis en confiance, Gaudin-Bérillais y va mais est aussitôt arrêté, conduit à Nantes et emprisonné. 
Mais selon Bellevüe, c'est en son château de l'Angle qu'il est arrêté. 

Il comparait les 17 et 18 avril devant le tribunal révolutionnaire présidé par Phelippes-Tronjolly. Cinquante témoins attestent qu'il n'a recherché que la conciliation, mais il est condamné à mort comme « général des séditieux », en raison des pièces écrites existant contre lui. Le jugement indique en effet que 

« [les] dépositions ne sauraient diminuer la force des preuves écrites ; (...) que Gaudin-Bérillais était le général des séditieux à l'effet d'opérer une contre-révolution (...) ; que pour y parvenir avec plus de facilité et d'avantage, il s'est couvert du masque de conciliateur, en employant, aussi astucieusement que criminellement, les mots de fraternité, d'amitié et de liberté. »

Certains historiens indiquent que deux jugements ont eu lieu, un premier ayant acquitté La Bérillais, puis un deuxième jugement par une autre juridiction l'ayant ensuite condamné ; ce point est contesté et réfuté par Lallié, qui démontre qu'il y a eu un seul procès, étalé sur deux jours. Il est guillotiné le jour même de sa condamnation, le 18 avril 1793.

## Regards sur La Bérillais et sa négociation

### Jugements sur sa volonté de négociation et son refus de combattre
La Bérillais est jugé courageux par certains comme La Gorce ou Gérard, manquant d'énergie pour d'autres comme Alphonse de Beauchamp ou Clausewitz. 
Pierre de La Gorce relève « le courage » qu'a eu Gaudin-Bérillais de vouloir la paix. Alain Gérard invite à voir en lui « l'archétype de ces personnalités d'exception qui, tout au long de cette guerre, paieront de leur vie le refus de céder aux extrémistes ».
Par contre, Alphonse de Beauchamp le juge comme n'ayant pas assez d'énergie, et Clausewitz évoque son indécision.

### Analyse du manifeste
Le manifeste rédigé par La Bérillais a pour objectif de servir de base à une négociation en vue de l'arrêt des hostilités. Le document emprunte le ton des cahiers de doléances, il fait état des principales revendications paysannes. Ces revendications se rapprochent des aspirations concrètes exprimées ailleurs dans la région, notamment par la proclamation de Frossay sur la rive gauche de la Loire, et par les pétitions de la région d'Ancenis, à quarante kilomètres de Saint-Etienne-de-Montluc.
Le texte est aussi marqué par la modération constitutionnelle et le loyalisme à la République, aucune allusion n'est faite au roi. La rédaction par l'ancien colonel est d'un style sobre, avec un langage pas trop éloigné de celui des paysans, mais traduisant leurs griefs de façon rigoureuse.
Le premier article du manifeste rejette la conscription, qui a été l'élément déclencheur de l'insurrection. Les articles suivants sont contre les réquisitions, réclament la justice fiscale et l'allègement des charges, s'élèvent contre les atteintes aux libertés, contre l'arbitraire, les perquisitions, les confiscations des armes de chasse. Ces réclamations contre des abus rappelant l'Ancien Régime ne semblent pas dénuées de fondement.
De nouvelles élections sont demandées, libres et au suffrage universel. Le renouvellement des autorités politiques et judiciaires locales est aussi revendiqué, comme conséquence de ces élections. Sont aussi réclamées la liberté « de penser, de prier et d'écrire », la liberté de culte, la faculté pour le clergé réfractaire d'exercer son ministère, chaque paroisse étant libre de choisir ses prêtres, en prenant à sa charge leur rétribution.

### Motivations et attitude des autorités
Alors que s'ouvrent les perspectives d'une résolution du conflit par la négociation, la question se pose de savoir pourquoi les autorités n'ont pas saisi cette opportunité. Alain Gérard avance l'hypothèse d'une volonté de radicalisation, opinion partagée par Jacques Crétineau-Joly. Par ailleurs, les revendications exprimées mettant l'accent sur les abus de pouvoir exercés par les autorités, ces autorités ne tiendraient peut-être pas à reconnaître leur part de responsabilité dans les causes du conflit.
Les chefs militaires républicains sont partagés. Certains d'entre eux estiment la négociation possible et souhaitable, comme Canclaux, dans un autre secteur, qui présente et préconise les moyens d'éviter la « guerre civile, toujours affreuse, quels qu'en soient les résultats ». 
Localement, les responsables militaires n'agissent pas par eux-mêmes, bien que La Bérillais s'adresse à eux. C'est l'autorité politique et policière qui prend l'inititiative. Le commissaire Gourlay annonce vouloir arrêter La Bérillais ; il obtient communication de sa correspondance au général de Labourdonnaye, et lui fait répondre par une invitation à venir s'expliquer à Savenay, où il l'arrête pour le faire incarcérer à Nantes.

### Pacification temporaire, échec final
La Bérillais n'a obtenu aucune réponse positive à sa demande de négociation. Il a cependant réussi à faire temporiser les troupes, et a ainsi, de fait, établi une pacification locale temporaire. Selon certains auteurs, ce volet de son action est limité, une partie de ses troupes ayant rallié d'autres chefs ; selon d'autres, notamment Lallié ou Beauchamp, cela a pénalisé fortement l'insurrection, d'autant plus qu'il pouvait disposer de forces considérables : près de 20 000 hommes selon Pitre-Chevalier et Clausewitz.
Mais La Bérillais semble s'être satisfait du lancement des démarches, les suivant peu par la suite et restant dans son manoir. Les autorités locales et nationales semblent avoir choisi d'ignorer délibérément cette perspective de résolution pacifique, et de considérer La Bérillais non comme un négociateur, mais comme un chef ennemi à arrêter et exécuter. Cette occasion de négociation a été perdue, volontairement ou non, et l'engrenage vers la guerre civile « paraît désormais inexorable ».